# جسر بايكوفسكي
جسر بايكوفسكي (بالروسية: Байковский мост) هو جسر يوجد في مدينة روستوف على الدون بروسيا. بُني سنة 1864.

## تاريخ
بدأ بناء الجسر في عام 1840، حينما تولّى حاكم روستوف على نهر الدون أندريه رومانوفيتش ياشينكو (Andrei Romanovich Yashchenko) إنشاؤه. وقد أدّى الجسر دورا حيويا، حيث كان طريق السكان المحليين للوصول إلى الجانب الآخر من الأخدود ونقل بضائعهم.